# Album RTL de l'année
Le prix intitulé Album RTL de l'année a été créé en 2006, récompensant chaque année, d'un trophée, au mois de décembre, un album choisi par un jury composé d'auditeurs de RTL.
Les équipes artistiques de RTL effectuent tout d'abord une présélection de douze à seize albums, selon les années. Les internautes peuvent alors voter pour en extraire une sélection de cinq ou six finalistes. Le jury, enfin, composé d'internautes dont le nombre varie entre trente et cinquante, retenus en fonction du degré de leur motivation lors du vote, se prononce, par courrier, pour désigner le lauréat parmi les finalistes.

## Partenariats
Jusqu'en 2014, RTL était partenaire de Métro pour permettre aux lecteurs du quotidien papier de participer au choix de l'album victorieux. En 2015, le quotidien papier Métro, distribué jusqu'alors gratuitement, ne se limite plus qu'à une diffusion sur internet en s'intitulant Metronews. En 2016, ce site disparaît d'internet, RTL restant le seul organisateur du prix.
En 2017, l'opération est menée en partenariat avec l'émission 50 minutes inside de TF1.
En 2018, Télé-Loisirs est un partenaire pour le dispositif.

## Liste des lauréats
| Année |  | Vainqueur         | Titre de l'album        | Autres finalistes | Remise du prix | Remarque |
| ----- |  | ----------------- | ----------------------- | --- | --- | --- |
| 2006  |  | Laurent Voulzy    | La Septième Vague       | | Laurent Voulzy reçoit son trophée des mains de Frédéric Jouve, directeur des Programmes de Divertissement de RTL, lors d’une émission spéciale au Grand studio, présentée par Laurent Boyer. Durant cette soirée festive, diffusée le 24 décembre 2006 entre 19h et 21h, Laurent Boyer et Laurent Voulzy retracent la carrière et la vie de l’artiste. | Nolwenn Leroy est invitée de cette émission, pour notamment des duos versions acoustiques de My song of you et Nolwenn Ohwo !. Un concert exclusif qui réunit sur scène Laurent Voulzy et Alain Souchon, Lenou, Andrea des Corrs est diffusé ensuite, et permet d'entendre Le Cœur grenadine, Le rêve du pecheur, La fille d'avril ou encore All i have to do is dream. |
| 2007  |  | Yannick Noah      | Charango                | Inventaire de Christophe Willem, Michel Delpech &... de Michel Delpech, Hors format de Michel Sardou, Mon paradis de Christophe Maé                                           | Yannick Noah est l'invité d'une émission enregistrée au Grand Studio RTL de la rue Bayard le 19 décembre 2007. Il y reçoit son trophée des mains de Frédéric Jouve, Directeur des Programmes de Divertissement de RTL. | Yannick Noah participe ensuite à une émission qui lui est entièrement consacrée. RTL propose cette émission le 25 décembre 2007, de 18h30 à 21h00. La soirée spéciale se poursuit à l'antenne avec le concert que le chanteur avait offert aux auditeurs de RTL le 22 octobre dernier. |
| 2008  |  | Francis Cabrel    | Des roses et des orties | | Cette remise de prix est présentée par Éric Jean-Jean. Elle donne lieu à un concert privé enregistré sur la scène du Grand Studio RTL, diffusé le dimanche 29 mars dans son intégralité, entre 20h30 à 22h. Entouré de ses musiciens, Francis Cabrel interprète les titres de son CD et ses plus grand succès devant une centaine d’invités.           | À la suite de cette soirée, Éric Jean-Jean reçoit Francis Cabrel de 22h à 23h. Le chanteur français propose sa propre programmation sur l’antenne de la station et fait découvrir son univers musical aux auditeurs. En passant par Bob Dylan, JJ Cale, Suzanne Vega, Jimi Hendrix, Thomas Fersen, Tracy Chapman ou encore Leonard Cohen, les titres sélectionnés permettent de découvrir l’artiste d’une façon différente.                                                                          |
| 2009  |  | Calogero          | L'Embellie              | Infréquentable de Bénabar, Ça ne finira jamais de Johnny Hallyday, Volume 10 de Marc Lavoine, C'est comme ça de Florent Pagny                                                 | Lors d’une émission exceptionnelle enregistrée en public au Grand Studio RTL le 9 décembre, présentée par Éric Jean-Jean et Anthony Martin, diffusée à l'antenne le 25 décembre de 18h30 à 21h, Calogero reçoit son trophée des mains de Frédéric Jouve, Directeur des Programmes de Divertissement de RTL.                                            | Calogero, féru de cinéma, avouant vouloir composer une bande originale d’un film de Jean-Jacques Annaud, voit la porte du studio s’ouvrir et le réalisateur de L’Ours apparaître, le rouge montant alors aux joues du chanteur, intimidé. Plus tard, au téléphone, son idole Ennio Morricone lançant un « buena serra ! », Calogero éclate en sanglots et au bout de trois longues minutes, parvient à échanger quelques mots en italien avec le compositeur et conclut par un « gracie maestro ! ». |
| 2010  |  | Yannick Noah      | Frontières              | On trace la route de Christophe Maé, Être une femme 2010 de Michel Sardou, Zaz de Zaz, L'Instinct masculin de Patrick Fiori                                                   | Yannick Noah reçoit le trophée lors d’une émission exceptionnelle enregistrée en public au Grand Studio RTL le 17 décembre 2010 et diffusée le 25 décembre 2010, de 18h30 à 21h. | Yannick Noah développe le thème de l'universalité, « parce qu'il n'y a pas de frontières ». Il déclare son amour pour Paris, dont il vante le multi-culturalisme. « C'est une ville qui est vraiment stimulante. C'est la force de tous ces gens qui fait que c'est une ville extraordinaire ». |
| 2011  |  | Jean-Louis Aubert | Roc éclair              | Aznavour toujours de Charles Aznavour, Bretonne de Nolwenn Leroy, Suppléments de mensonge d'Hubert-Félix Thiéfaine, Le Même Soleil de Grégoire                                | Cette remise de prix est fêtée lors d'une émission spéciale enregistrée en public au Grand Studio RTL avec Jean-Louis Aubert, le 8 décembre 2011, et diffusée le 25 décembre 2011 à 19 h. | Jean-Louis Aubert révèle que ces chansons, « ont jailli dans une période difficile ... ont pris pas mal d'ampleur, à cause de la taille des salles, passées d'un côté intimiste au coin de la cheminée à des publics de 8 000 personnes et plus, tout en gardant, je l'espère, une certaine douceur, une rondeur ». |
| 2012  |  | Laurent Voulzy    | Lys & Love              | Fou, peut-être de Julien Clerc, Silence on tourne, on tourne en rond de Thomas Dutronc, La Place du fantôme de La Grande Sophie, Prismophonic de Christophe Willem            | Yves Bigot remet son Prix à Laurent Voulzy lors d’une soirée spéciale présentée par Anthony Martin et enregistrée en public au Grand Studio RTL, diffusée le 31 décembre 2012 de 20 h 30 à 22 h. | Selon Yves Bigot, le prix est « l'occasion d'une tournée spectaculaire, inaugurée en l'intimidante cathédrale de Saint-Denis, devant un parterre choisi, inconfortablement assis sur les bancs monacaux de prière ... les chansons ont dû être validées par l'archevêché ». |
| 2013  |  | Nolwenn Leroy     | Ô filles de l'eau       | Recto verso de Zaz, L'Attente de Johnny Hallyday, Vernet-les-Bains de Cali, Lequel de nous de Patrick Bruel, Circus de Circus                                                 | Le vainqueur, choisi par 40 auditeurs de RTL et 10 lecteurs de Métro, parmi les 6 albums sélectionnés, est dévoilé le 19 novembre 2013. | Seize albums d'artistes de la francophonie, sélectionnés par les équipes et la direction artistique de RTL étaient soumis au vote des auditeurs sur rtl.fr. |
| 2014  |  | Calogero          | Les Feux d'artifice     | Les Parages du vide de Jean-Louis Aubert, Løve de Julien Doré, Mini World d'Indila, Vieillir avec toi de Florent Pagny                                                        | Émission diffusée le 3 janvier 2015 à 15 h sur RTL. | Selon Calogero, cet album constitue « un retour aux sources » avec un son plus pop-rock que jamais, après quelques années passées à chanter avec un orchestre symphonique, à monter un groupe avec quelques amis et à composer pour Florent Pagny. |
| 2015  |  | Marina Kaye       | Fearless                | In extremis de Francis Cabrel, Éternels, jusqu'à demain de Thomas Dutronc, Rester vivant de Johnny Hallyday, Alain Souchon & Laurent Voulzy d'Alain Souchon et Laurent Voulzy | Émission enregistrée le 16 décembre 2015 en public au Grand Studio RTL, présentée par Anthony Martin et diffusée le 1er janvier 2016. | Il s'agit du premier album de Marina Kaye. |
| 2016  |  | Renaud            | Renaud                  | Claudio Capéo de Claudio Capéo, Encore un soir de Céline Dion, De l'amour de Johnny Hallyday, Zanaka de Jain                                                                  | Émission enregistrée en public au Grand Studio de RTL, présentée par Anthony Martin, diffusée le 25 décembre 2016. | Renaud a déclaré : « Merci aux auditeurs, ça me touche beaucoup... qui aurait misé un centime sur moi il y a un peu plus d'un an... lorsque je partageais mon temps entre le studio et la clinique ». |
| 2017  |  | Julien Doré       | &                       | Pourvu de Gauvain Sers, Liberté Chérie de Calogero, Gemme de Nolwenn Leroy, 13 d'Indochine                                                                                    | Julien Doré est l'invité d'une émission exceptionnelle enregistrée en public au Grand Studio RTL au cours de laquelle il reçoit son trophée. Présentée par Anthony Martin, cette émission spéciale est diffusée le 1er janvier de 18h30 à 20h, et rediffusée le samedi 6 janvier à 15h00 puis à 23h00.                                                 | Le quatrième album de Julien Doré, sorti le 14 octobre 2016, s’est vendu à près de 320 000 ventes. Le chanteur a expliqué : « C’est toujours joli quand il y a des instants qui soulignent ce qui, généralement, est en mouvement, ce qui est le cas de la musique ou tout simplement de ce que je vis maintenant depuis quelques années ». |
| 2018  |  | Louane            | Louane                  | Je reviens à toi de Marc Lavoine, Essenciel de Zazie, Désobéissance de Mylène Farmer, Brol d'Angèle                                                                           | Louane remporte le prix parmi les 5 albums choisis par les internautes du site RTL.fr. Une émission spéciale est programmée le 31 décembre à 20h15 au cours de laquelle la chanteuse reçoit son trophée. | Louane participe à un live depuis le Grand Studio RTL, émission de fin d'année diffusée le 1er janvier 2019, animée et présentée par Anthony Martin, Chef du service culture à RTL. |
| 2019  |  | Alain Souchon     | Âme fifties             | Les Oubliés de Gauvain Sers, Pyramide de M. Pokora, La Vie d'artiste de Christophe Maé, J'ai quelque chose à vous dire de David Hallyday                                      | Le jury d'auditeurs a désigné Alain Souchon, lequel reçoit son prix lors d'une soirée spéciale qui sera diffusée le 31 décembre de 20h15 à 22h sur RTL. | Le jury a déclaré : « Alain Souchon, une des grandes figures de la chanson française signe son grand retour avec un nouvel album. Sa voix et ses mélodies nostalgiques nous renvoient à nos souvenirs d'enfance. Ses textes d'une véritable poésie nous rappellent à quel point Alain Souchon manie les mots avec brio pour nous parler d'aujourd’hui et d'hier ». |
| 2020  |  | Benjamin Biolay   | Grand Prix              | N'attendons pas de Vianney, Mesdames de Grand Corps Malade, Un air de famille de Patrick Fiori, Aimée de Julien Doré                                                          | | |
| 2021  |  | Clara Luciani     | Cœur                    | Centre ville de Calogero, On n'enferme pas les oiseaux de Barbara Pravi, L'Avenir de Florent Pagny, France de Pascal Obispo                                                   | | |
| 2022  |  | Juliette Armanet  | Brûler le feu           | La Cavale de Nolwenn Leroy, Civilisation d'Orelsan, Saint Clair de Benjamin Biolay, Panorama de Christophe Willem                                                             | | |
| 2023  |  | Calogero          | A.M.O.U.R               | - Encore une fois de Patrick Bruel - C'est drôle la vie de Christophe Maé - La symphonie des éclairs de Zaho de Sagazan - Cœur parapluie de Hoshi                             | | |
| 2024  |  | Santa             | Recommence-moi          | - Le chant est libre de Patrick Fiori - Chaque seconde de Pierre Garnier - Babel Babel d'Indochine - Il n’est jamais trop tard de Thomas Dutronc                              | | |